# FC Fidene
Football Club Fidene byl italský fotbalový klub sídlící v hlavním městě Řím. Klub byl založen v roce 1963. V létě 2013 klub nepodal přihlášku pro následující ročník Serie D a byl poté následně rozpuštěn.

## Poslední soupiska
| Číslo |        | Pozice | Hráč               |
| ----- | ------ | ------ | ------------------ |
|       | Itálie | B      | Matteo Santi       |
|       | Itálie | B      | Davide Mangerini   |
|       | Itálie | O      | Valerio Gentili    |
|       | Itálie | O      | Mattia Petricca    |
|       | Itálie | O      | Matteo Campobasso  |
|       | Itálie | O      | Giorgio Gaggioli   |
|       | Itálie | O      | Fabrizio Anselmi   |
|       | Itálie | O      | Daniele De Franco  |
|       | Itálie | O      | Andrea Loreti      |
|       | Itálie | O      | Alessio Iozzino    |
|       | Itálie | Z      | Vasco Morelli      |
|       | Itálie | Z      | Renato Lustrissimi |
|       | Itálie | Z      | Mirko Pignalberi   |

| Číslo |            | Pozice | Hráč                |
| ----- | ---------- | ------ | ------------------- |
|       | Itálie     | Z      | Mattia Biso         |
|       | Itálie     | Z      | Luca Rubino         |
|       | Itálie     | Z      | Jacopo Villani      |
|       | Itálie     | Z      | Giacomo Quadrini    |
|       | Itálie     | Ú      | Sacha De Angelis    |
|       | Itálie     | Ú      | Luca Manganelli     |
|       | Itálie     | Ú      | Lorenzo Princigalli |
|       | Itálie     | Ú      | Cristiano Roversi   |
|       | Itálie     | Ú      | Christian Ruscio    |
|       | Itálie     | Ú      | Christian Massella  |
|       | San Marino | Ú      | Andy Selva          |
|       | Itálie     | Ú      | Andrea Navarra      |